# Таланчук Петро Михайлович
Петро́ Миха́йлович Таланчу́к (1 липня 1938, с. Городище-Косівське, Володарський район (Київська область), Київська область, УРСР, СРСР) — український науковець і політик, 2-й Міністр освіти і науки України (1992–1994), президент Відкритого міжнародного університету розвитку людини «Україна», дійсний член Академії педагогічних наук України, заслужений діяч науки і техніки України, доктор технічних наук, професор, лауреат Державної премії України в галузі науки і техніки (2016).

## Життєпис
Народився 1 липня 1938 року в селі Городища Косівські Володарського району на Київщині в родині селян. Його батько — учасник Другої Світової війни, загинув на фронті. Мати — пенсіонер.
Після закінчення школи Петро Таланчук працював у колгоспі, служив в армії, навчався у військово-морському училищі. Отримав професію інженера в Київському політехнічному інституті (КПІ), в якому пройшов шлях від студента до ректора.
Ініціатор створення Академії педагогічних наук України, член трьох міжнародних академій, автор багатьох запатентованих винаходів та наукових праць (в тому числі і підручників). Обирався депутатом Верховної Ради.
Висував свою кандидатуру під час виборів Президента України в 1994 р. та зайняв останнє місце за кількістю отриманих голосів у першому турі (0,55 % голосів, або ж 143 361 голос).

## Наукова діяльність і наукові праці
Основні напрямки наукової діяльності:
- в галузі технічних наук — приладобудування;
- в галузі гуманітарних наук — освіта, педагогіка, наукознавство.

Автор понад 250 наукових праць, серед яких 14 монографій, підручників і навчальних посібників.
Автор 50 свідоцтв та запатентованих винаходів.

## Відзнаки
- Орден Дружби народів (1982),
- Хрест пошани «За духовне відродження» (2001).
- Державна премія України в галузі науки і техніки (2016)[2].
- Ювілейна медаль «25 років незалежності України» (2016)[3].